# Reidar Flaa
Reidar Flaa (Kristiansand, 15 giugno 1943 – 6 marzo 2008) è stato un calciatore norvegese, di ruolo difensore.

## Carriera
Flaa ha giocato l'intera carriera con la maglia dello Start, debuttando nel 1960 e militandovi fino al 1979. Ha contribuito alla vittoria del campionato 1978, il primo della storia del club. Ha disputato 558 partite con la maglia dello Start, 8 delle quali nelle competizioni europee per club.

## Palmarès

### Club
- Campionato norvegese: 1

Start: 1978